# 天主教姆巴拉拉總教區
天主教姆巴拉拉總教區（拉丁語：Archidioecesis Mbararaensis）是烏干達一個羅馬天主教教省總教區，下轄四個教區。

## 歷史
魯文佐里宗座代牧區於1934年5月28日設立，1953年3月25日升為教區並易名為姆巴拉拉教區，1999年1月2日升為總教區。

## 現況
總教區管轄西部區東南部十一區，2004年時有901,384名教友（佔轄區總人口37.1%）、25個堂區和109位司鐸。
現任總主教為郎培·拜諾穆吉沙，榮休總主教為保祿·K·巴基恩加。